# لوئیس پاچکو د ناروائز
لوئیس پاچکو د ناروائز (انگلیسی: Luis Pacheco de Narváez؛ ۱۵۷۰ – ۱۶۴۰) نویسنده، شمشیرزن اهل اسپانیا بود.